# Serole
Serole – miejscowość i gmina we Włoszech, w regionie Piemont, w prowincji Asti.
Według danych na styczeń 2009 gminę zamieszkiwało 148 osób przy gęstości zaludnienia 12,5 os./1 km².